# Handelsläst
Handelsläst, även Svensk commersläst, var i äldre tid ett svenskt rymdmått motsvarande 1134 kannor, 20,25 strukna tunnor eller 29,7 hektoliter.